# Petgat

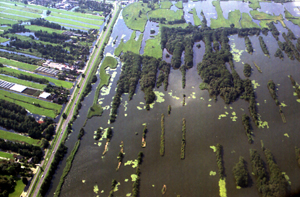
De Nieuwkoopse plassen met deels nog aanwezige legakkers

Petgaten of trekgaten komen voor in het veenlandschap, ze hebben daar vaak grote veenplassen gevormd. Deze plassen worden, voor zover niet drooggelegd, dikwijls  beheerd als recreatie- of natuurgebied.
De gaten zijn ontstaan door het uitbaggeren van veen, de zogenaamde natte vervening. Dit uitbaggeren van veen, het trekken met de baggerbeugel, werd vanaf de 16e eeuw toegepast bij de winning van turf onder de grondwaterspiegel. Het uitgebaggerde veen werd op legakkers gedroogd waarna de turf kon worden gebruikt als brandstof. Veel grote plassen in veengebieden zijn ontstaan uit trekgaten doordat stormen de legakkers wegsloegen of doordat ook de legakkers werden weggebaggerd.
Veel veenplassen zijn weer land geworden door het aanleggen van veenpolders. Watergebieden met deels nog aanwezige pet- of trekgaten zijn bijvoorbeeld de Nieuwkoopse plassen, De Weerribben, het Paterswoldsemeer en De Deelen.